# Mexican Moon
Mexican Moon ist das fünfte Musikalbum der US-amerikanischen Alternative-Rock-Band Concrete Blonde. Es wurde als Joint Venture zwischen I.R.S., die das vertragliche Recht zur Veröffentlichung hatte, und Capitol, die für erhöhte Werbemaßnahmen sorgen wollte, herausgebracht.
Bandleaderin Johnette Napolitano sagte früher einmal, sie beziehe ihre Energie nicht aus dem Hardrock/Metal, sondern aus dem Hardcore/Punk, dennoch klingt auf diesem als Verabschiedung gedachten Album mehr Hardrock an als Punk, der auf dem Debütalbum Concrete Blonde noch eine Rolle spielte. Während der Aufnahmen zu Walking in London schrieb Napolitano weiter an Songs, sodass der Erscheinungsabstand zwischen den Alben Nummer vier und fünf kurz war. Beide bisherigen Schlagzeuger, Harry Rushakoff und Paul Thompson, waren mit Concrete Blonde freundschaftlich verbunden, weshalb jeder zu seinem Einsatz kam.

## Gastmusiker
Die übliche klare Instrumenten-Verteilung ist hier aufgebrochen. Johnette Napolitano und James Mankey bedienen E-Bass und E-Gitarre in verschiedenen Konstellationen, zum Beispiel haben mal beide Gitarren-Credits oder Napolitano kommt mal ganz ohne Mankeys Beteiligung aus. Er setzt dafür in einigen Stücken andere Gitarren-Typen ein, wie die Spanische Gitarre oder einen Gitarren-Synthesizer. Und Napolitano wiederum hat mehrere Einsätze mit Percussion-Instrumenten.
Schon fast Tradition ist – betrachtet man die letzten beiden Alben – die Mitwirkung von Wall-of-Voodoo-Sänger Andy Prieboy. Bei Close To Home und bei (Love Is a) Blind Ambition wurde ihm ein Piano-Part zugedacht.
One of My Kind komponierte Napolitano zusammen mit der in der L.A.-Punk-Szene bekannten Texacala Jones, die es auch gleich im Duett mit Napolitano vorträgt.
Die meisten Helfer weist Jonestown aus. Der Background-Chor besteht aus Andy Prieboy, Jeff Trott von World Party und James Mankey. Industrial-Ikone Genesis P-Orridge half beim Samplen der Jim-Jones-Rede.
Für sein „Drum Programming“ bekam schließlich Produzent Sean Freehill Credits.

## Titelliste
1. Jenny I Read (Johnette Napolitano) – 5:18
2. Mexican Moon (Johnette Napolitano) – 5:03
3. Heal It Up (Johnette Napolitano) – 4:21
4. Jonestown (Johnette Napolitano) – 6:20
5. Rain (James Mankey, Johnette Napolitano, Murphy) – 3:28
6. I Call It Love (James Mankey, Johnette Napolitano) – 5:15
7. Jesus Forgive Me' (For the Things I’m About to Say) (Johnette Napolitano) – 5:17
8. When You Smile (Steve Wynn) – 4:18
9. Close To Home (Johnette Napolitano) – 3:31
10. One of My Kind (Johnette Napolitano, Texacala Jones) – 3:55
11. End of the Line (Bryan Ferry) – 4:39
12. (Love Is a) Blind Ambition (Johnette Napolitano) – 6:10
13. Bajo la Lune Mexicana (Johnette Napolitano) – 5:07

## Songinfos
Der heavy Opener Jenny I Read handelt von der kurzen Karriere eines Models, das abtaucht als sich nachlassendes Interesse an ihr ankündigt.
Die kunstbeflissene Napolitano ist eine Bewunderin der mexikanischen Malerin Frida Kahlo. Die Nähe Mexikos mit dessen nach Los Angeles reichenden Einflüssen faszinieren sie ohnehin. Unter Liebeskummer leidend flüchtete sie nach Mexiko und schrieb die wehmütige Ballade Mexican Moon. Der Single wurde das Tears-for-Fears-Cover Shout beigefügt. Eine Textzeile daraus, „Shout – let it all out“, setzte sie auf dem nächsten Album-Track um: Heal It Up ist der herausgeschriene kumulierte Schmerz aller Liebes-Enttäuschungen der letzten Jahre. Zwei bis dahin unveröffentlichte Songs, darunter ein Bob-Dylan-Cover, ergänzen die CD-Single-Ausgabe, ebenso das an vierter Stelle auf dem Album platzierte Jonestown. Jonestown selbst wurde eine eigene Auskopplung zuteil, jedoch nur als Vinyl-Schallplatte, wobei die Schafherde auf der Hülle den als Untertitel fungierenden Bibelspruch vom falschen Propheten im Schafspelz verbildlicht. Das im Heavy Metal verschiedentlich bearbeitete Thema des Massenselbstmordes in Guyana wird bei Concrete Blonde mit einem einminütigen aggressiven Redeauszug des Sektenanführers Jim Jones eröffnet und mit Napolitanos elektronisch verzerrter Stimme, jaulenden Gitarren und weiteren unterlegten Jones-Aussagen in Industrial-Metal-Manier fortgesetzt.
„Jesus“ wird sowohl in Jonestown erwähnt, als auch in I Call It Love und Jesus Forgive Me' (For the Things I’m About to Say). Im zuerst genannten Song ist die Liebe das „Universelle“, das, was andere mit Religion verbinden. Die Ansprache an Jesus ist Ausdruck eines zwiespältigen Verhältnisses zur Religion mit wiederkehrenden Glaubenszweifeln und anschließender Reue.
One of My Kind handelt vom Gefühl, anders zu sein, und überrascht mit funky Grooves, da Co-Autorin und -Sängerin Texacala Jones aus der Punk-Szene kommt.
Mit Close To Home ist im Gegensatz zu früheren kritischen Heimatstadt-Betrachtungen eine angedeutete Liebeserklärung an L.A. vertreten. Dass Mankey hier mit Napolitano im Duett singen kann, verdankt er ihrer auf seine Stimmlage zugeschnittenen Komposition.
Fremdkompositionen sind When You Smile (The Dream Syndicate) und End of the Line (Roxy Music). Keine Coverversion im eigentlichen Sinn ist Rain, weil es sich lediglich um eine Neuaufnahme eines Liedes von der Indie-EP handelt, die 1983 unter dem alten Namen Dream 6 produziert worden war (und von Capitol zu Promotionzwecken wieder aufgelegt wurde). Es geht darin um das Nachtrauern einer verflossenen Liebe. Die gleichen Töne schlägt das neue Stück (Love Is a) Blind Ambition an. Dazu passt dann auch der Song, der das Album beschließt, denn es ist eine spanische Version von Mexican Moon. Bajo la Lune Mexicana hat das Manko, eine Wort-für-Wort-Übersetzung ohne Berücksichtigung der Grammatik zu sein. Angefertigt wurde sie vom Bassisten der ortsansässigen Chicano-Punk-Band Los Illegals, Jesus Velo.

## Artwork
Die Booklet-Vorderseite zeigt zu einer Theaterbühne aufgestellte hohe Kakteen. Davor tanzen zwei gezeichnete Skelette miteinander Flamenco, die durch ihre geschlechtsspezifische folkloristische Kleidung als ein Paar zu erkennen sind. Das weibliche Skelett hat an der Stelle, an der eines Lebenden Herz schlägt, ein herzförmiges Loch in ihrem roten Kleid. Ein Theatermotiv schmückte bereits das Walking in London-Cover. Ein Skelett-Pärchen war erstmals in der Textbeilage zu Concrete Blonde präsent. Das Herz als Spielkarte oder als Spielfarbe war zuvor schon in das Artwork von Concrete Blonde, Free, Walking in London und der CD-Single Ghost of a Texas Ladies’ Man eingebaut worden.
Die Zeichnungen und Fotografien für das Booklet lieferte Johnette Napolitano, die Endgestaltung erledigte die New Yorker Grafikdesignerin Brigid Pearson.

## Rezeption
Vom Rock Hard erhielt das Album 8 von 10 Punkten, denn „Mexican Moon weiß trotz einiger Durchhänger gut zu gefallen“. In der Analyse des Fachblatt Musikmagazin heißt es: „Durchgängig fällt auf, daß Gitarren mehr in den Vordergrund gerückt sind und der Musik mehr Härte verleihen.“ Der Band drohe „mit ihrer instinktiv-unpopulären Art wieder zwischen alle Stühle zu plumpsen“. Und als Zusammenfassung: „Der ewige Geheimtip darf auch noch auf der fünften Platte angenehm unkommerziell klingen.“ Der Regler wurde auf der 5er-Skala auf die „3“ gedreht. Die Internet-Plattform Allmusic vergab 3,5 von 5 möglichen Sternen.